# Cabo-verdianos
Os cabo-verdianos são um povo e grupo metaétnico que habita a República de Cabo Verde, um país insular localizado num arquipélago formado por dez ilhas vulcânicas na região central do Oceano Atlântico. Sua composição étnica é diversa com as raízes étnicas mais importantes para Cabo Verde com base na presença historicamente conhecida, retenção cultural e conexões ancestrais são as das etnias europeias e africanas, respectivamente, Portugueses, Italianos, Franceses, Ingleses, Espanhóis, Sefarditas, Mandinga, Uolofes, Biafada, Papel e Bainouk, enquanto as restantes etnias suspeitas mostrarão muita variação nas contribuições reais para a etnogênese de Cabo Verde. Mas para cada um deles existe algum tipo de testemunho histórico da sua presença em Cabo Verde, que são os Berberes, Fula, Sereer, Diola, Cassanga, Basari/Tenda, Balanta, Bijagós, Nalu, Cocoli, Baga, Susu, Jallonké, Bambara e Sape.
Grande parte dos cabo-verdianos emigrou para o estrangeiro, principalmente para os Estados Unidos, Portugal e França, de modo que há mais cabo-verdianos a residir no estrangeiro que no próprio país.
Os cabo-verdianos são, na sua grande maioria, cristãos, com um total de 84,2% da população.
A língua oficial é o português. Existe a possibilidade do crioulo cabo-verdiano tornar-se língua nacional.